# Gustav Bouramman
Gustav Bouramman, född 24 januari 1997 i Stockholm, är en svensk professionell ishockeyspelare (back). Hans moderklubb är Hammarby IF.